# دان سوتون
دان سوتون (بالإنجليزية: Dan Sutton)‏ هو سياسي أمريكي، ولد في 4 أغسطس 1970 في فلاندريو في الولايات المتحدة. حزبياً، نشط في الحزب الديمقراطي. وقد انتخب عضو داكوتا الجنوبية البيت النواب.